# Microcaecilia dermatophaga
Microcaecilia dermatophaga é uma espécie de anfíbio da família Siphonopidae. Endêmica da Guiana Francesa, onde pode ser encontrada nas áreas vizinhas a Saint Jean, Maroni e Angouleme.